# Sede titolare di Quincy
Quincy (in latino: Quinciensis) è una sede titolare della Chiesa cattolica.

## Storia
Il titolo fa riferimento alla sede di Quincy, che è stata la prima sede episcopale dei vescovi di Springfield in Illinois dal 1853. Successivamente la sede episcopale fu trasferita dapprima nella città di Alton nel 1857, e poi a Springfield nel 1923.
Dal 1995 Quincy è annoverata tra le sedi vescovili titolari della Chiesa cattolica; dal 2 aprile 1996 il vescovo titolare è Francis Joseph Christian, già vescovo ausiliare di Manchester.

## Cronotassi dei vescovi titolari
- Francis Joseph Christian, dal 2 aprile 1996